# بناويلة بزرغ
بناويلة بزرغ هي قرية في مقاطعة سردشت، إيران. يقدر عدد سكانها بـ 124 نسمة بحسب إحصاء 2016.